# バーンプリー工業団地
バンプリー工業団地 (タイ語:นิคมอุตสาหกรรมบางพลี、英語：Bangplee Industrial Estate）は、タイのタイ工業団地公社の管理する工業団地の一つ。タイ中部サムットプラーカーン県バーンサオトン分郡に位置する。1989年に開設。 タイ国家住宅公社によって開発された。バンプリ工業団地、バンプリー工業団地とも言われる。

## 管理事務所所在地
サムットプラーカーン県 バーンサオトン分郡 タムボン・バーンサオトン、テーパーラック通り、ムー17、136/2 
（136/2 หมู่ 17 ถนนเทพารักษ์ ตำบลบางเสาธง กิ่งอำเภอบางเสาธง จังหวัดสมุทรปราการ 10540） 
- 各地からの距離
  - スワンナプーム国際空港より20km
  - ラートクラバン工業団地より23km
  - バーンプー工業団地より25km
  - バンコクより60km
  - レームチャバンより60km
  - マープタープット工業港より150km

## 用地
- 用地面積 - 総面積  161ha（内訳は一般工業区 127ha、事務所区 3ha、公共インフラ施設区 31ha）

## 施設
- 水道水：首都水道公社が給水。
- 電力：タイ首都電力公社から供給。120kVA。24kV高圧電流。
- 電話：1,000回線
- 廃水処理 ：活性汚泥式の処理場があり、廃水処理能力は8,000㎥/日。
- ごみ焼却所:ごみ焼却炉 1基、1,200kg/日。
- 道路：幹線道路はアスファルト幅員10‐12m、補助道路は幅員2m
- 洪水対策：ポンプ所2箇所ポンプ17機（14,960㎥/時間）。工業団地周囲3,900メートルに3メートルの土製堰を設置。90,000㎥の遊水地。
- 防火:消防車1台、1,000㎥の貯水池、A級化学保護衣2着、人工呼吸器 （SCBA） 2セット。
- ワンストップサービスセンター（OSOS）:タイ工業団地公社本部およびバーンプリー工業団地事務所にある。

## 洪水
（2011年の工業団地の被災についてはタイ工業団地公社の2011年タイ北部・中部地域及びバンコク都における降雨・洪水被害の項を参照）
2011年10月21日現在浸水はしていないが、10月14日タイ工業団地公社により洪水被害の可能性がある工業団地として指定された。10月20日には洪水に警戒を要する工業団地に格上げし、警戒を呼びかけている。

## 関連事項
- 工業省 (タイ)
- タイ工業団地公社